# Édouard Delabarre
 (novembre 2021).
Si vous disposez d'ouvrages ou d'articles de référence ou si vous connaissez des sites web de qualité traitant du thème abordé ici, merci de compléter l'article en donnant les références utiles à sa vérifiabilité et en les liant à la section « Notes et références ».
Édouard Émile Delabarre, né le 25 juillet 1871 à Rouen et mort le 2 février 1951 à Mont-Saint-Aignan, est un architecte et professeur de théorie de l'architecture et de construction générale français.

## Biographie
Édouard Delabarre naît le 25 juillet 1871 au no 17 de la rue Jeanne-d'Arc à Rouen, d'Armand Constant Delabarre et de Pauline Marie Germaine, rentiers. Il a deux frères.
Il se marie le 18 mars 1916 à Paris avec Gabrielle Albertine Lecroq.
Architecte DPLG, il est professeur et chef d'étude pendant 25 ans. Il devient en 1936 directeur de l'école des beaux-arts et de l'école régionale d'architecte de Rouen.
Il est reçu à l'Académie de Rouen le 15 décembre 1909. Il devient, en 1912, président des Amis des monuments rouennais.
Il a vécu rue aux Juifs (1912) puis 67 chemin des Cottes à Mont-Saint-Aignan (1933).
Il meurt le 2 février 1951 à Mont-Saint-Aignan. Sa sépulture se trouve au cimetière monumental de Rouen, carré N1-2.

## Élèves
- Georges Mirianon en 1928[2]

## Distinctions
- Chevalier de la Légion d'honneur (1940)[3]
- Officier de l'Instruction publique

## Ouvrages
- Délabrement de la chapelle du Lycée, Bull. AMR, 1886-1898, p. 64.
- L'abbaye Saint-Amand de Rouen, Rouen, impr. Lecerf fils, 1906.
- Le sentiment dans l'architecture, Rouen, impr. Lecerf fils, 1906.
- Vieux hôtels de Rouen des XVIIe et XVIIIe siècles, Paris, 1909.
- Les restes du château de Philippe-Auguste et des arènes romaines de Rouen, Rouen, impr. de Léon Gy, 1911.
- Notice sur M. Lucien Lefort, Rouen, impr. de A. Lainé, 1918.
- L'Art allemand du moyen âge est-il original ? A propos d'une étude sur l'art allemand et l'art français au moyen âge, de M. Émile Mâle, Rouen, impr. de A. Lainé, 1918.

## Réalisations
- Monument aux morts du lycée Corneille, en collaboration avec Albert Guilloux, 1923.